# Prusly-sur-Ource
Prusly-sur-Ource är en kommun i departementet Côte-d'Or i regionen Bourgogne-Franche-Comté i östra Frankrike. Kommunen ligger i kantonen Châtillon-sur-Seine som tillhör arrondissementet Montbard. År 2022 hade Prusly-sur-Ource 160 invånare.

## Befolkningsutveckling
Antalet invånare i kommunen Prusly-sur-Ource
Referens:INSEE